# Gonzalo de Illescas (fraile)

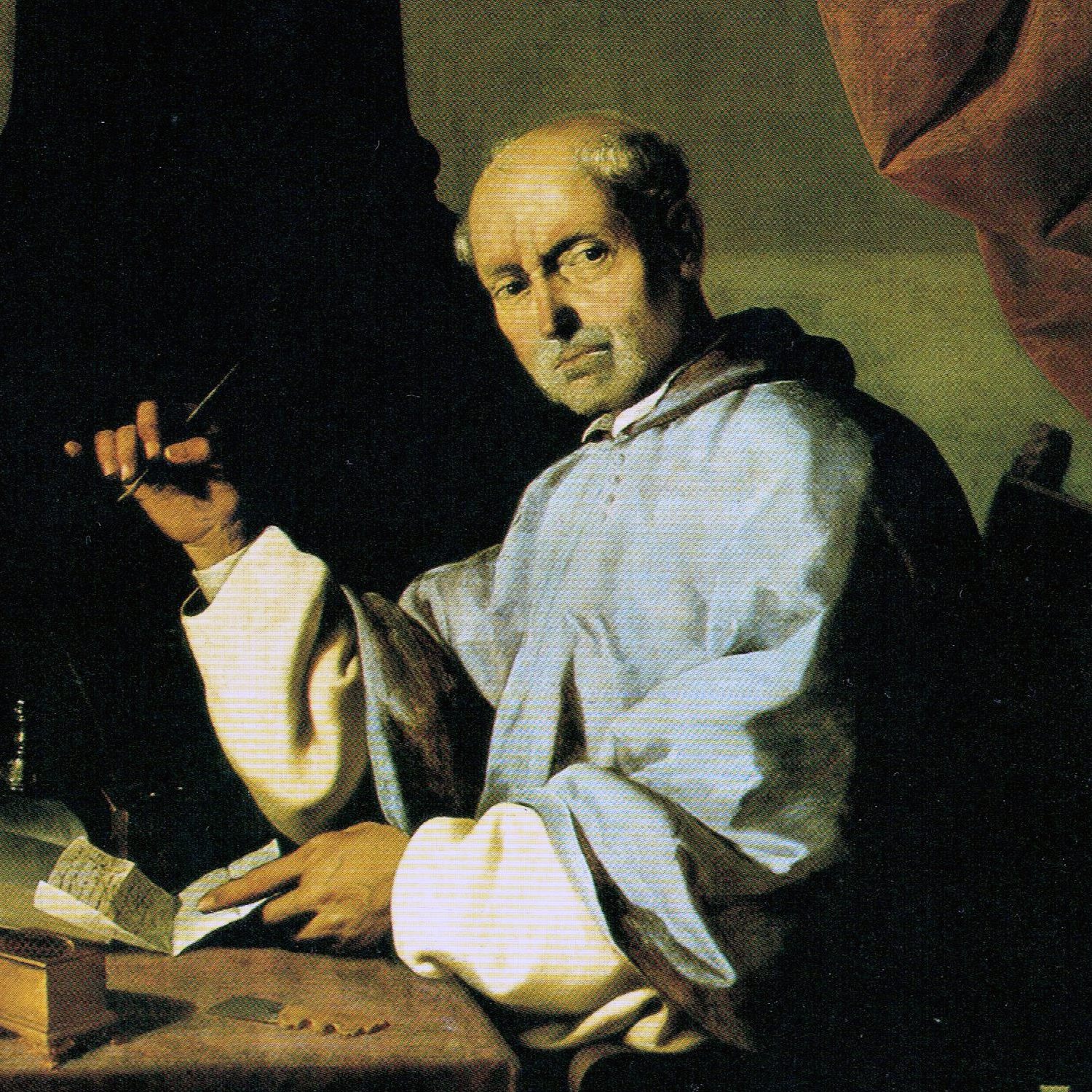
Fray Gonzalo de Illescas, por Francisco de Zurbarán. (Real Monasterio de Santa María de Guadalupe).

Fray Gonzalo de Illescas (Illescas, ? - Hornachuelos, 1464) fue un monje jerónimo, prior del Monasterio de Santa María de Guadalupe y obispo de Córdoba (1454-1464), y también capellán de Juan II de Castilla.

## Biografía
Como prior del Monasterio de Guadalupe, mandó construir la librería y el órgano grande del coro de la iglesia monacal.  Durante su episcopado en Córdoba, se fundaron los conventos de Santa Cruz y Santa Inés.  Al morir, legó su biblioteca al Monasterio de San Jerónimo del Valparaíso.
Reposa en Guadalupe, en un magnífico sepulcro esculpido por Egas Cueman de 1458-1460), con una estatua yacente en mármol blanco.  También se le conoce por el retrato, muy posterior, en que aparece sentado en su despacho en actitud de escribir, una obra de Francisco de Zurbarán, que se conserva en el muro izquierdo de la sacristía del Monasterio de Guadalupe.